# Cách mạng tình dục
Cuộc cách mạng tình dục (tiếng Anh: the sexual revolution) chỉ những thay đổi trong quan niệm xã hội và những quy tắc biểu hiện liên quan đến hành vi tình dục.
Thông thường, cụm từ "tự do tình dục" (sexual liberation) được dùng để chỉ một phong trào xã hội từ thập niên 1960 đến thập niên 1970. Tuy nhiên, cụm từ này đã từng được dùng từ cuối thập niên 1920 và thường bị ảnh hưởng bởi các tác phẩm của Freud về những vấn đề tự do tình dục và tâm lý-tình dục.

## Lịch sử
Trong suốt thập niên 1960, quan điểm của xã hội về tình dục đã bắt đầu thay đổi báo hiệu những quy tắc biểu hiện tình dục mới, trong đó nhiều quy tắc bây giờ đã trở thành chính thống.
Thập niên 1960 báo hiệu một nền văn hóa mới là tình yêu tự do với hàng triệu thanh niên mang đặc điểm hippie và khuyên răn về sức mạnh của tình yêu và vẻ đẹp của tình dục là một phần tự nhiên của cuộc sống bình thường. Hippie cho rằng tình dục là một hiện tượng sinh học tự nhiên không nên phủ nhận hoặc kiềm nén.
Tự do tình dục báo hiệu những đặc điểm mới trong thử nghiệm tình dục mở trong và ngoài hôn nhân, tránh thai, khỏa thân nơi công cộng và tự do hóa phá thai.
Nhà sử học David Allyn cho rằng cuộc cách mạng tình dục là một giai đoạn công khai về tình dục trước hôn nhân, thủ dâm, nghệ thuật tượng hình tình dục, tác phẩm khiêu dâm và tình dục.. Tại đó con người hướng đến tình dục nhiều hơn là tình yêu, sự thoả mãn về thể xác hơn là các nghĩa vụ đạo đức và tinh thần.
Sự xuất hiện của virus gây chết người AIDS vào những năm 1980 đã giáng cú đòn mạnh vào tình yêu tự do. Nỗi sợ hãi virus có thể lây truyền qua đường tình dục được kết lại bằng một lá thư trên tờ tạp chí Time năm 1988, là một lời kêu gọi trở về với "Chúa Trời – nỗi sợ hãi - tìm về tiêu chuẩn đạo đức của ngày hôm qua".
Hiện có những nhận định cho rằng xã hội phương Tây, sau cơn lốc của cách mạng tình dục, hiện đang dần bình lắng và quay trở lại với những giá trị gia đình bền vững và tình dục truyền thống. Dựa trên cơ sở phỏng vấn 3.500 bạn trẻ nam nữ tuổi từ 15-24, cuộc Khảo sát Quốc gia về tăng trưởng gia đình tại Mỹ cho thấy 28% những người được phỏng vấn không tham gia bất cứ hình thức quan hệ xác thịt nào, tăng 6% so với kết quả năm 2002. Đặc biệt, có đến 29% nữ (so với 27% nam) cho biết, họ vẫn còn trong trắng trước khi lấy chồng. Cuộc khảo sát này còn phát hiện số nữ tuổi vị thành niên mang bầu cũng giảm 40% trong 20 năm qua.
Từ năm 1998, ở Mỹ có Vũ hội trinh tiết là nơi các ông bố đưa con gái đến khiêu vũ, ký vào bản giao kèo và đọc to lời hứa trước Chúa sẽ bảo vệ, gìn giữ trinh tiết cho tới lúc kết hôn.. Nhóm tình nguyện có tên True Love Waits đã kêu gọi được 2,4 triệu thanh niên Mỹ tham gia ký vào tấm thiệp có chữ: "Tin tưởng rằng tình yêu đích thực sẽ chờ đợi, tôi xin thề trước Chúa, trước bản thân và gia đình, tôi sẽ giữ gìn trọn vẹn trinh tiết trước hôn nhân". Chính phủ Mỹ đã chi 1 triệu USD để thúc đẩy phong trào này.
Trong khi đó ở Việt Nam quan điểm về tình dục cũng đã thay đổi, Theo một nghiên cứu năm 2008 của Bộ Y tế thì có đến 66,7% nam giới chấp nhận quan hệ tình dục trước hôn nhân. Tuổi đời trung bình của thanh niên Việt Nam có quan hệ tình dục lần đầu tiên trong đời là 19,6. Tuy nhiên vì là một xã hội bảo thủ vấn đề giáo dục giới tính trong gia đình và trường học (chỉ có khoảng 33% trường Trung hoc phổ thông có đưa giáo dục giới tính vào giảng dạy cho học sinh) rất thấp. Kết quả là trung bình mỗi năm có khoảng 300.000 ca nạo hút thai ở độ tuổi 15-19, trong đó 60-70% là học sinh, sinh viên, Việt Nam là nước có tỷ lệ nạo phá thai ở tuổi vị thành niên cao nhất Đông Nam Á và xếp thứ năm thế giới.

## Đánh giá
Trong "Hạt cơ bản" - cuốn tiểu thuyết nổi tiếng của tác giả Pháp Michel Houellebecq - đã mỉa mai cuộc cách mạng tình dục 1960-1970. Michel Houellebecq đã miêu tả nó một cách lạnh lẽo, thô kệch, thảm hại, hay nói như Michel Djerzinski - nhân vật chính trong tác phẩm: "Tình dục đã trở nên thảm hại". Những năm 1960-1970 ở phương Tây, tỉ lệ ly hôn tăng nhanh, tỉ lệ sinh sản giảm mạnh. Con người được hưởng thụ, được giải trí, trong hoàn cảnh các giá trị gia đình lỏng lẻo, tình cảm nhạt nhoà, sự bảo tồn nòi giống trở nên đáng báo động. Cuốn sách tràn ngập thông điệp: nền văn minh phương Tây xuống dốc từ cách mạng tình dục mà cứ tưởng mình đang làm cách mạng giải phóng con người. Thoả mãn tình dục một cách quá đáng chỉ đưa đến trống rỗng và bế tắc.
TS tâm lý Nguyễn Thị Kim Quý cho rằng: "Đây là một hiện tượng xuống cấp về đạo đức của xã hội. Khi cái tôi cá nhân được đề cao thái quá thì chuyện tình dục thoáng sẽ xảy ra. Bản chất "cách mạng tình dục" là giải phóng bản năng nhưng đã là con người thì không thể tách rời khỏi xã hội. Khi bản năng không được kiềm chế, khi con người bản năng thắng thế thì con người xã hội sẽ phải lùi bước, con người sống theo bản năng, phần "con" nhiều hơn phần "người"